# Peru-do-mato
O peru-do-mato ou peru-do-mato-australiano  (Alectura lathami) é uma espécie de ave Craciformes, considerada primitiva pelos especialistas. Não incubam os seus ovos, deixando-os ao calor do sol, e por vezes deixam-nos ao calor de matérias orgânicas em decomposição. Os ninhos são pequenos montes de areia e folhas secas, onde depositam até 33 ovos.
Esta ave, do tamanho de uma galinha, é encontrada apenas na Austrália, onde ocorre principalmente na região costeira da península de Cape York (Queensland) ao sul até o Rio Manning (New South Wales). No interior chega até Charters Towers e Blackall.

## Subespécies
- Alectura lathami lathami J. E. Gray, 1831 - centro e sul de Queensland e noroeste de New South Wales
- Alectura lathami purpureicollis (Le Souef, 1898) - Península Cape York no norte de Queensland.

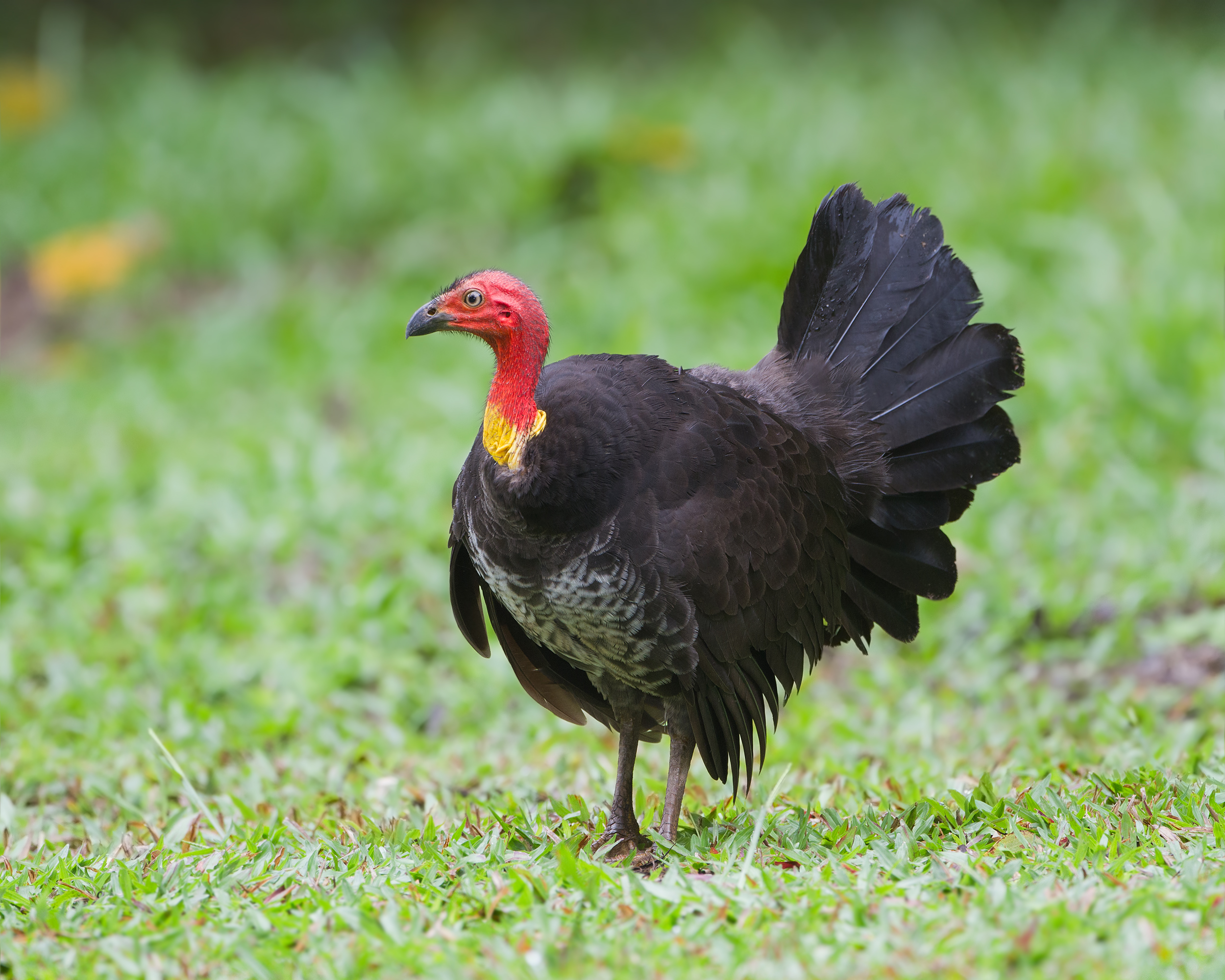
Alectura lathami

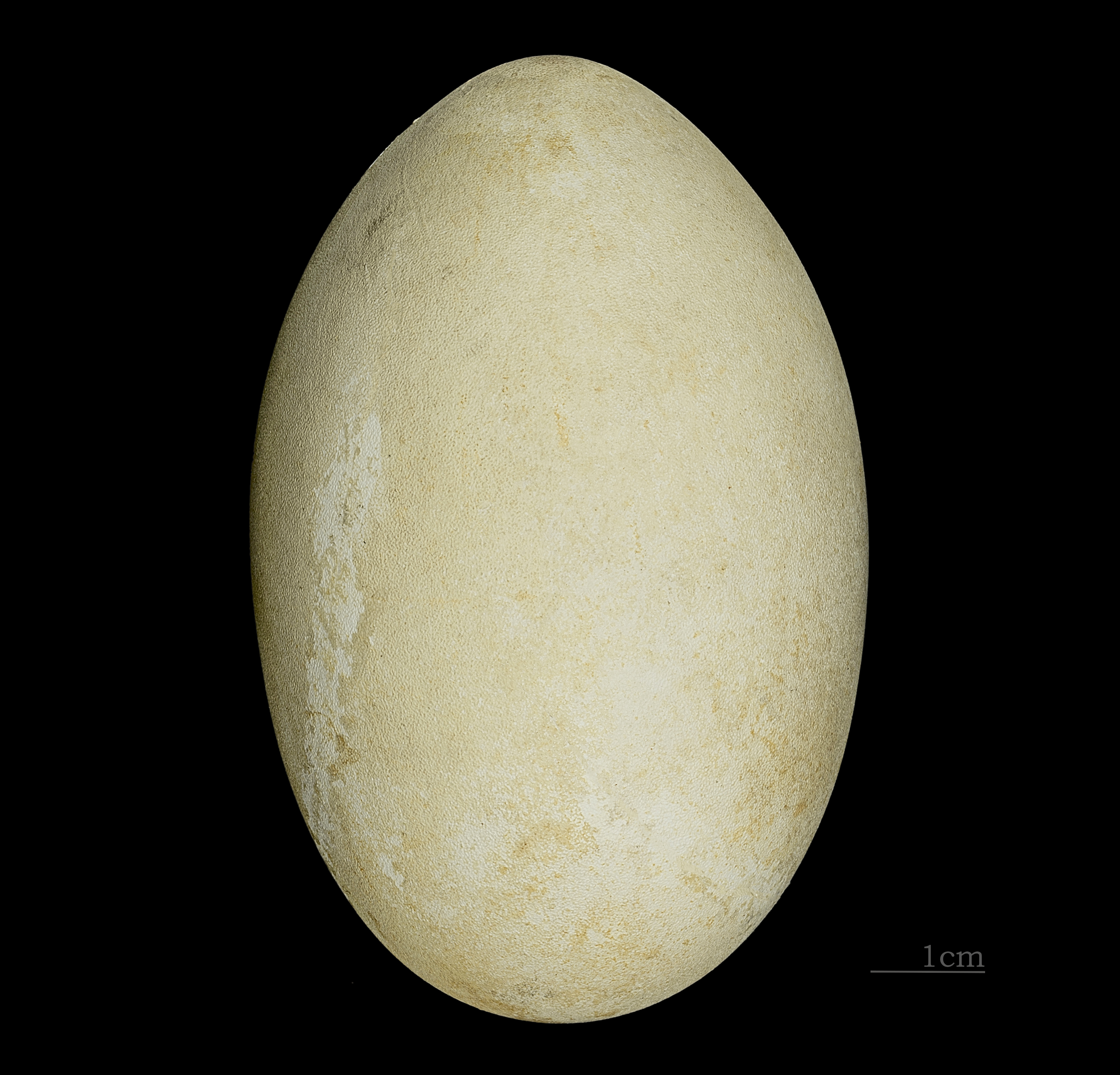
Alectura lathami MHNT